# アルトゥーロ・ミチェレーナ
フランシスコ・アルトゥーロ・ミチェレーナ・カスティージョ（西:Francisco Arturo Michelena Castillo、1863年6月16日 - 1898年7月29日）とはベネズエラ人の画家であり、クリストバル・ロハスとマルティン・トバル・イ・トバルと共に海外で成功した初めてのベネズエラ人の一人と見做されている。

## 略歴
ミチェレーナは1863年6月16日、ベネズエラ共和国カラボボ州バレンシアに生まれ、父の後見により、若い頃から絵画を学んでおり、パリのアカデミー・ジュリアンでも絵画を学んだ。そして、1887年、当時の彼の教師であるジャン＝ポール・ローランスの薦めによりパリでの芸術展覧会にL'Enfant Malade（病んだ少年）の絵画を出展し、第二級金賞を受賞すると言う快挙を成し遂げた。と言うのも、この展覧会で外国人がこの賞を獲る事は難しかったのである。直後、この絵画は傑作と見做される様になり、19世紀中にこの絵は買われ、ニューヨークのアスター家の所有物となった。その後もフロリダ州へと運ばれ、リングリング・ブラザーズ・アンド・バーナム・アンド・ベイリー・サーカスの提携先であるオーウェンズ・バーンズの所有物となった。バーンズの死後はリングリング美術館へと運ばれて、非公開のまま60年程が経過したが、2004年にサザビーズにより、ラテン・アメリカの美術作品の競売にこの絵もかけられ、135万米ドルで落札された。

## 作品

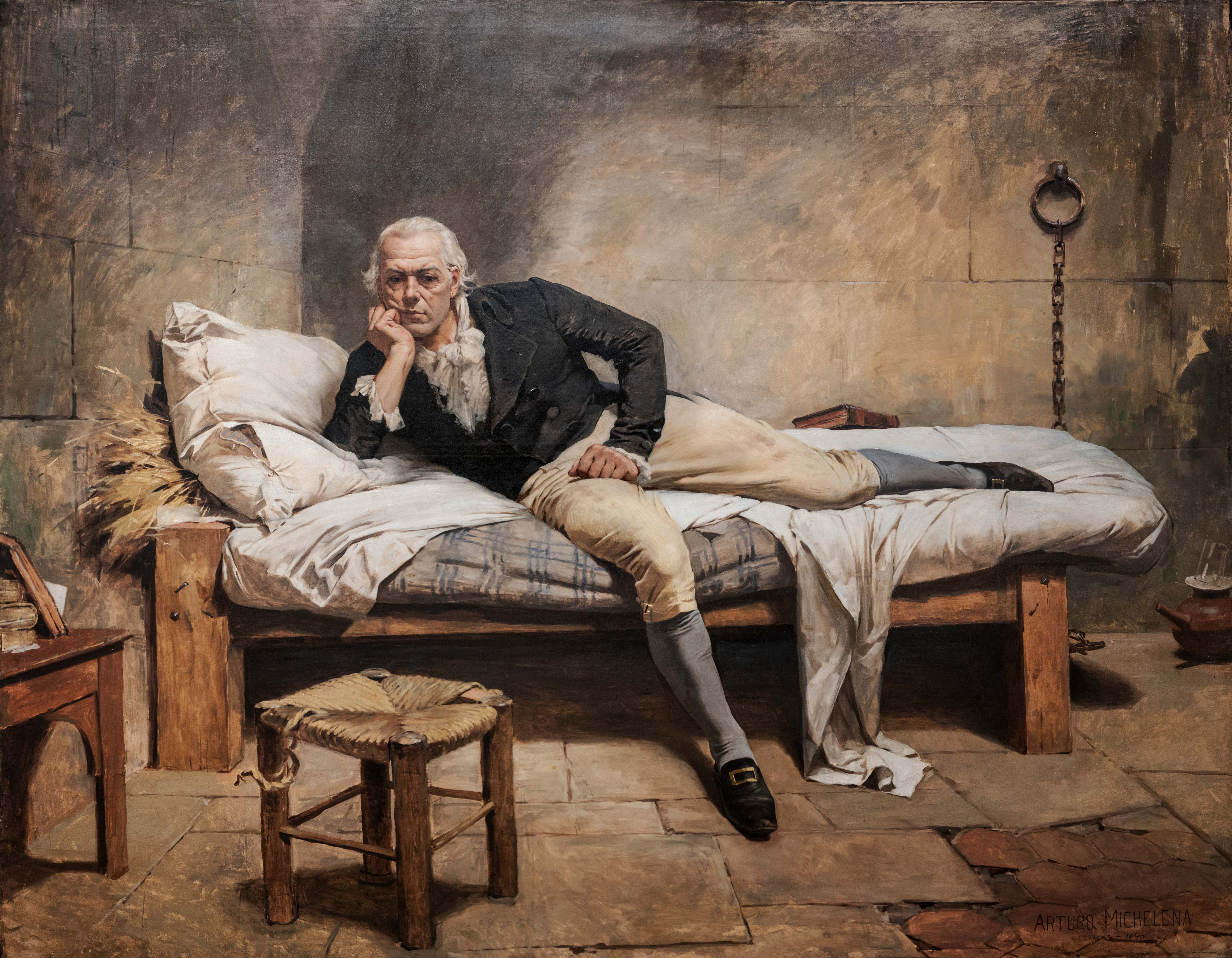
ガラクタのミランダ（1896年）
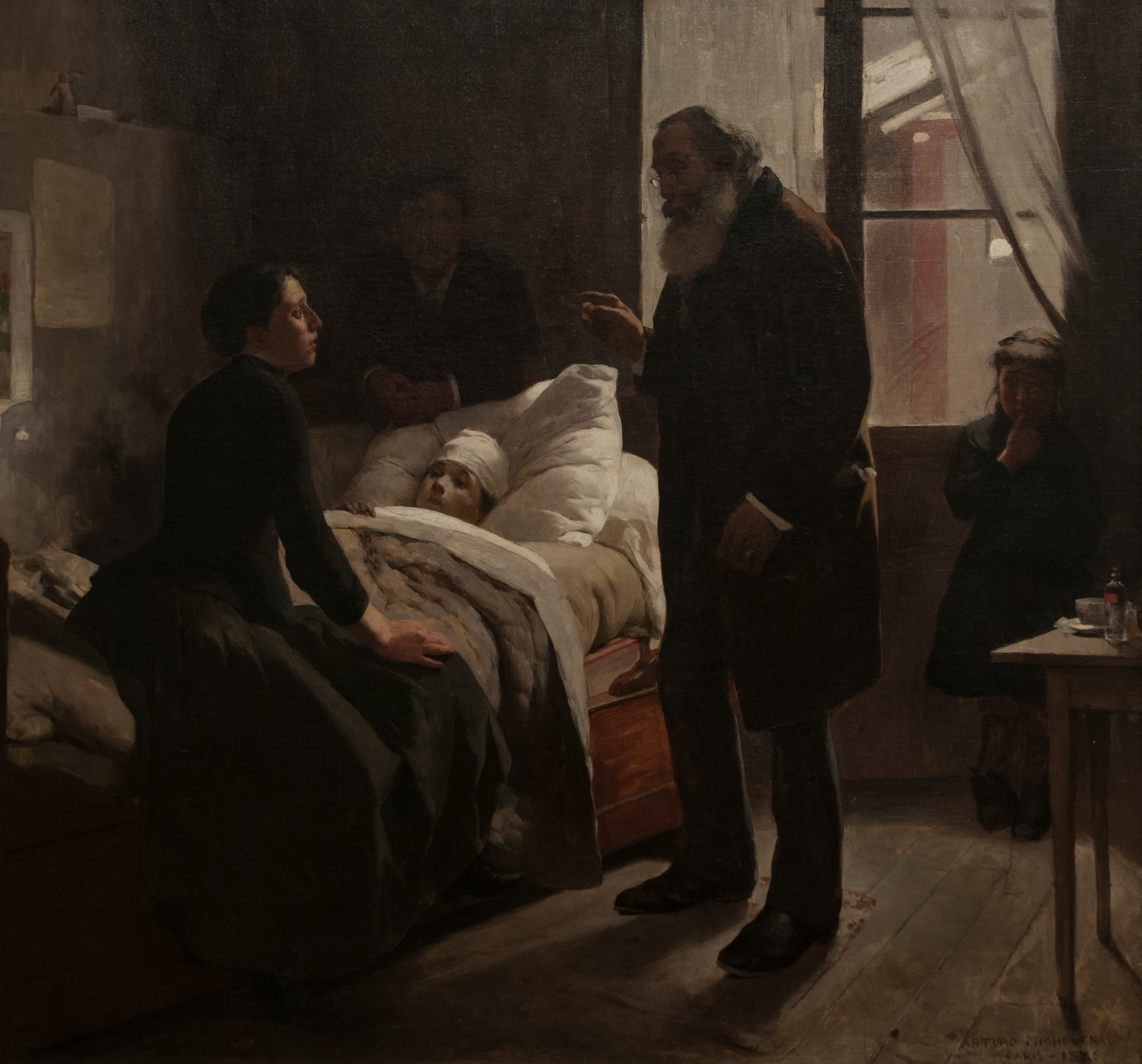
病人 (1886)
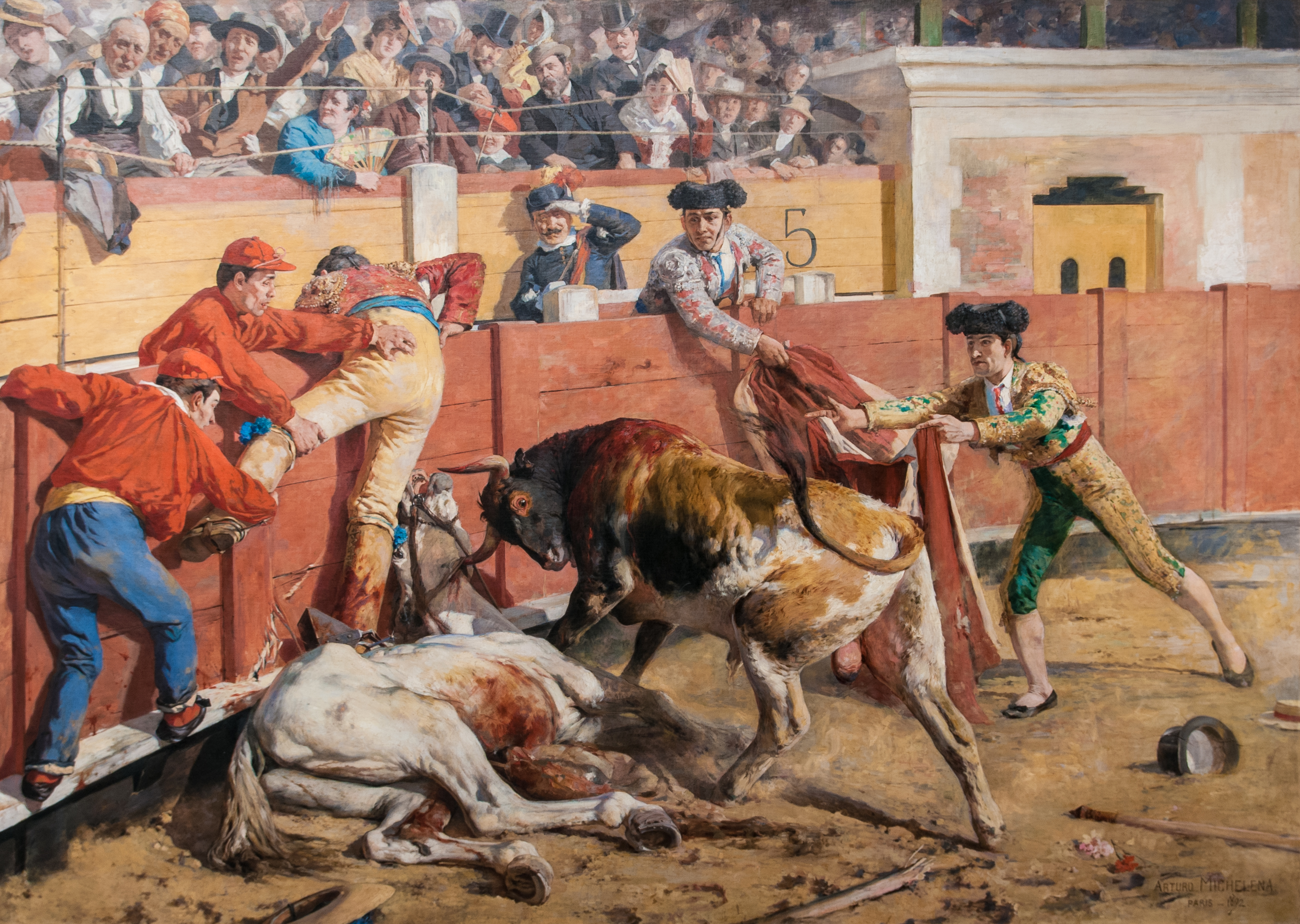
壊れた支え(La vara rota) (1892)
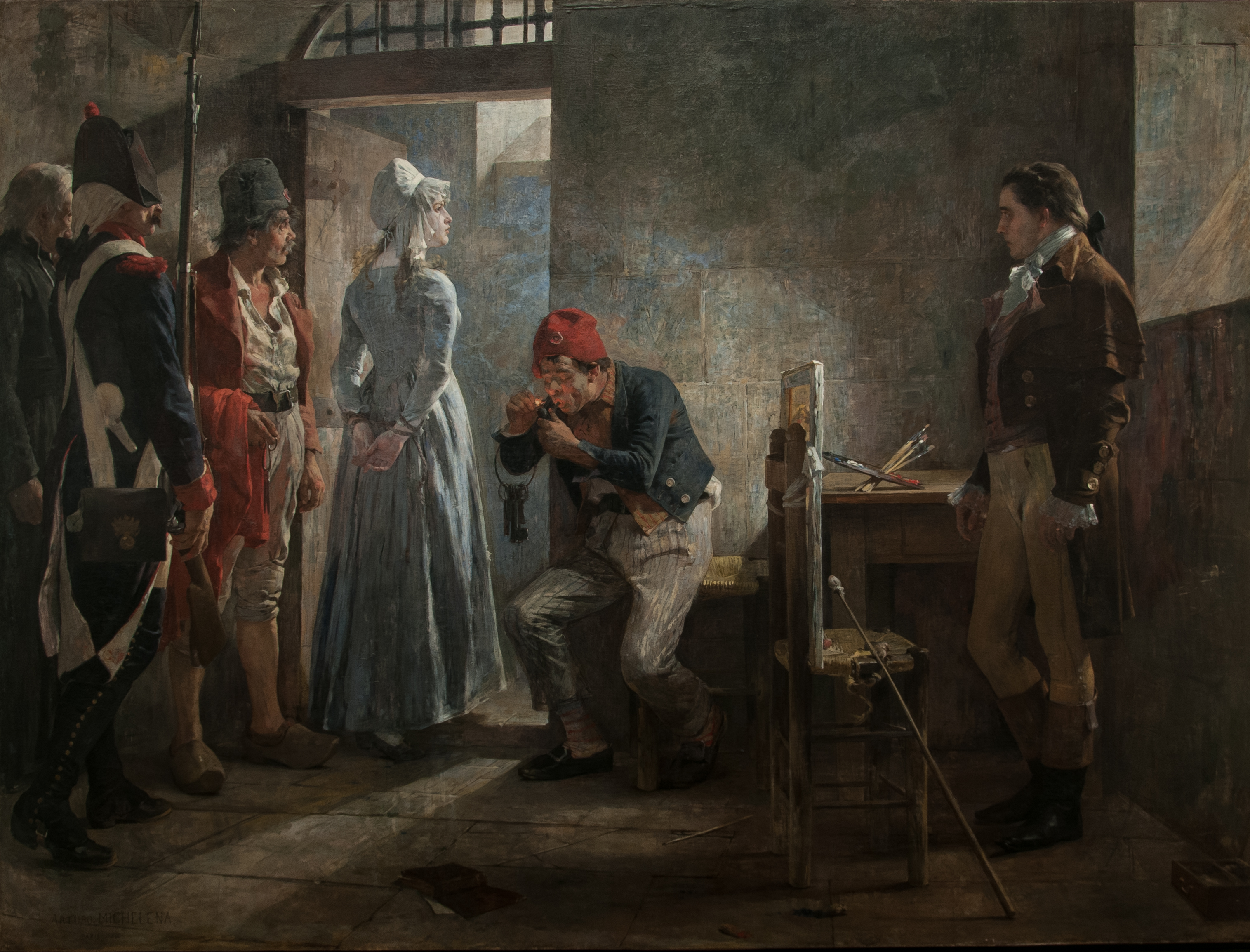
処刑前に肖像画を描く暗殺者シャルロット・コルデー (1899)
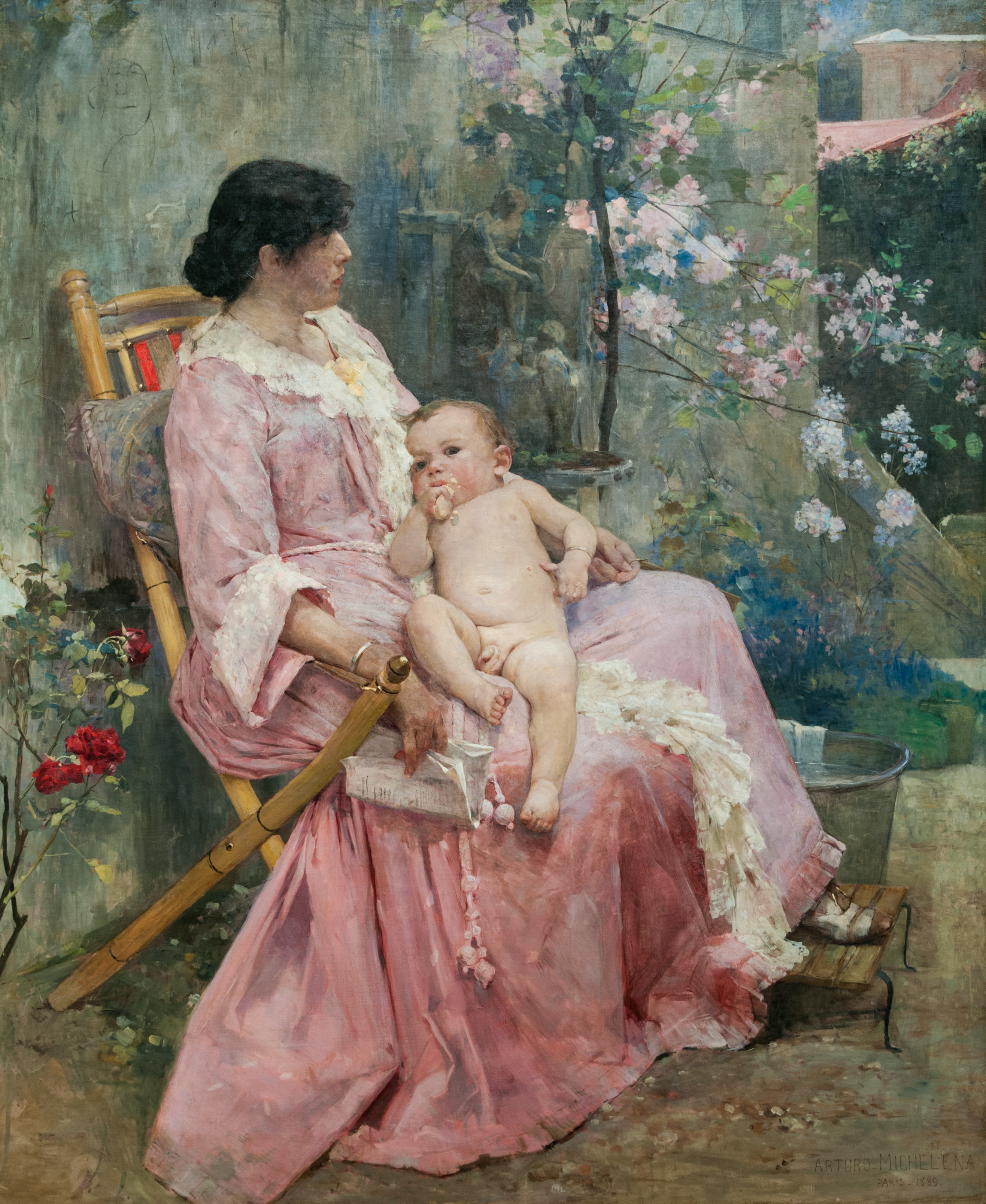
若い母 (1889)
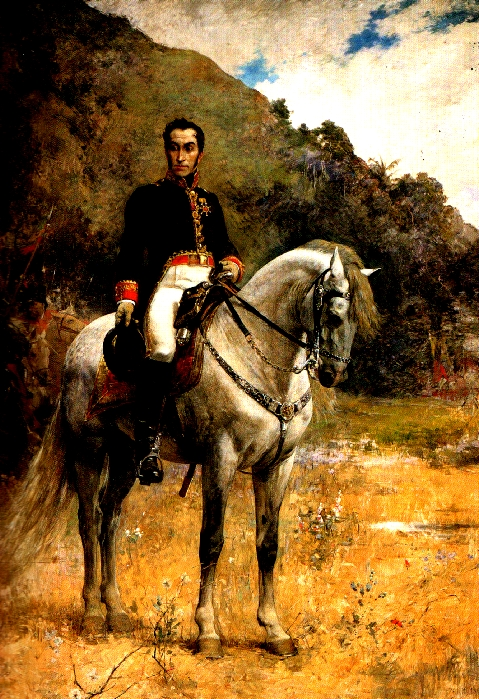
Retrato ecuestre de Bolívar, 1888
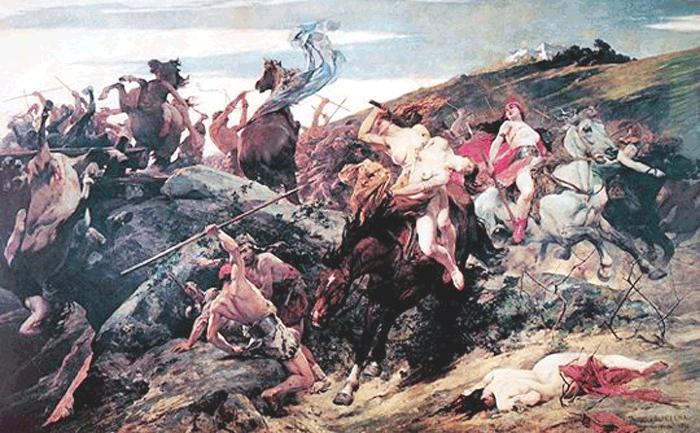
Pentesilea, 1891
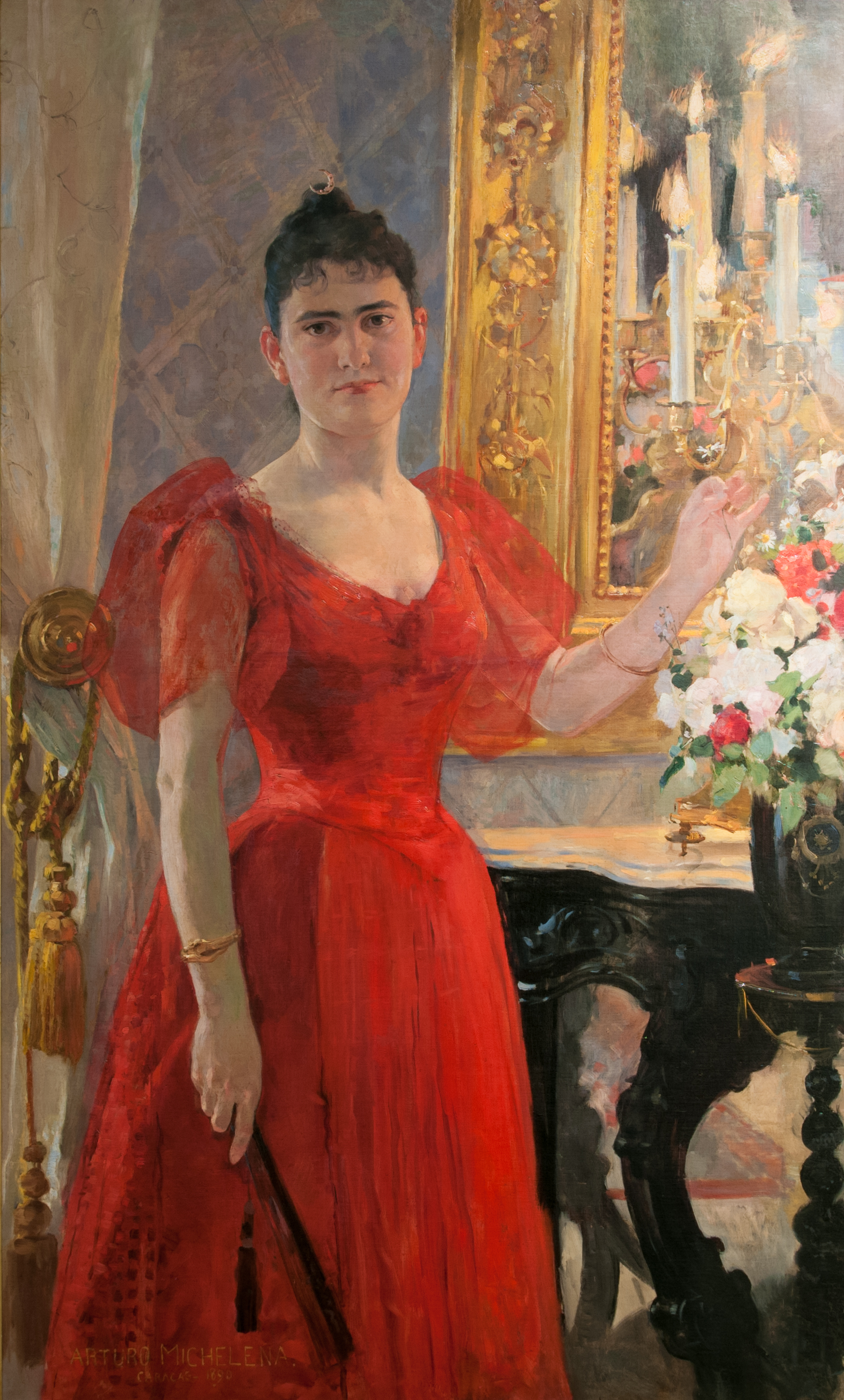
Lastenia Tello de Michelena, 1890
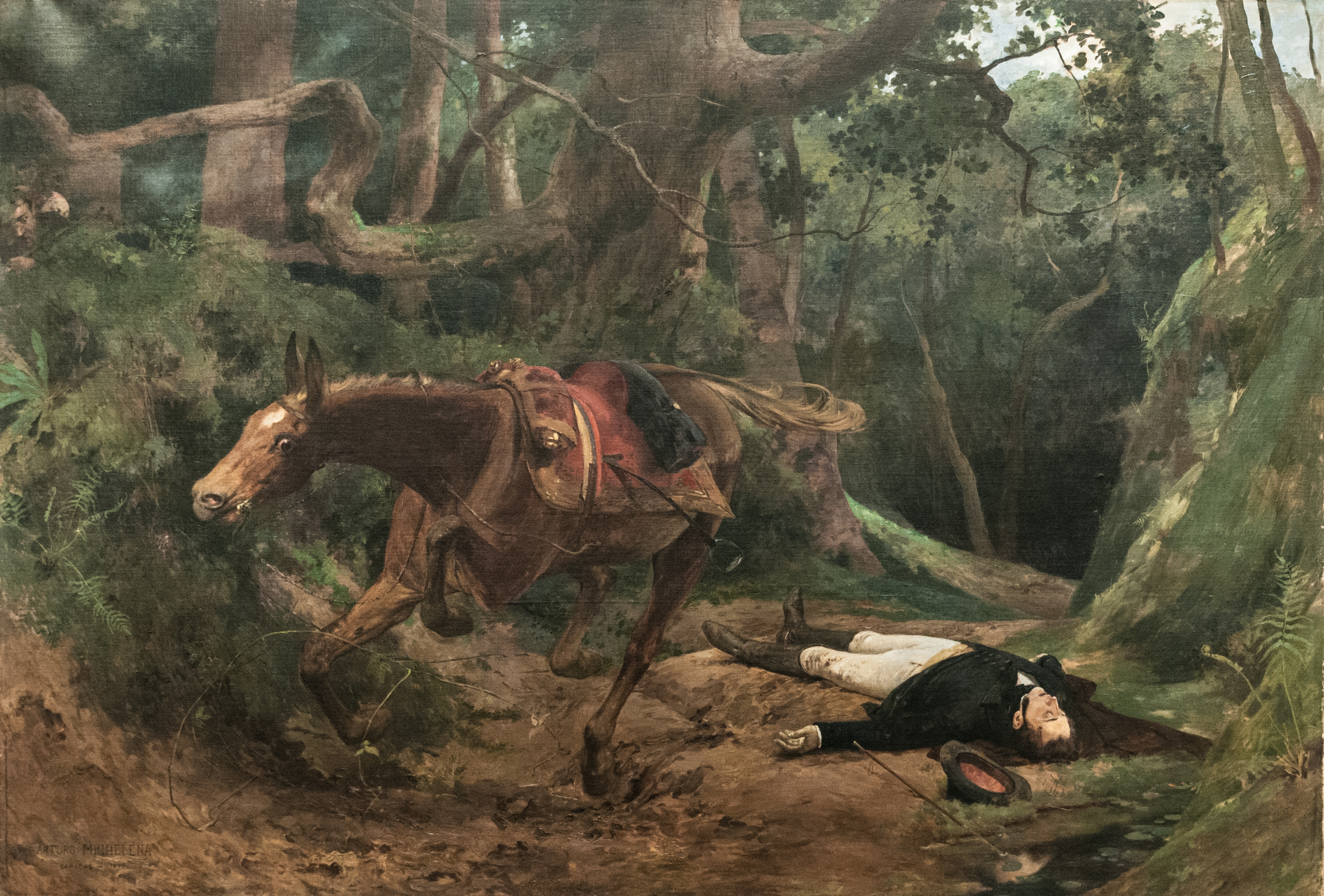
La Muerte de Sucre en Berruecos, 1895
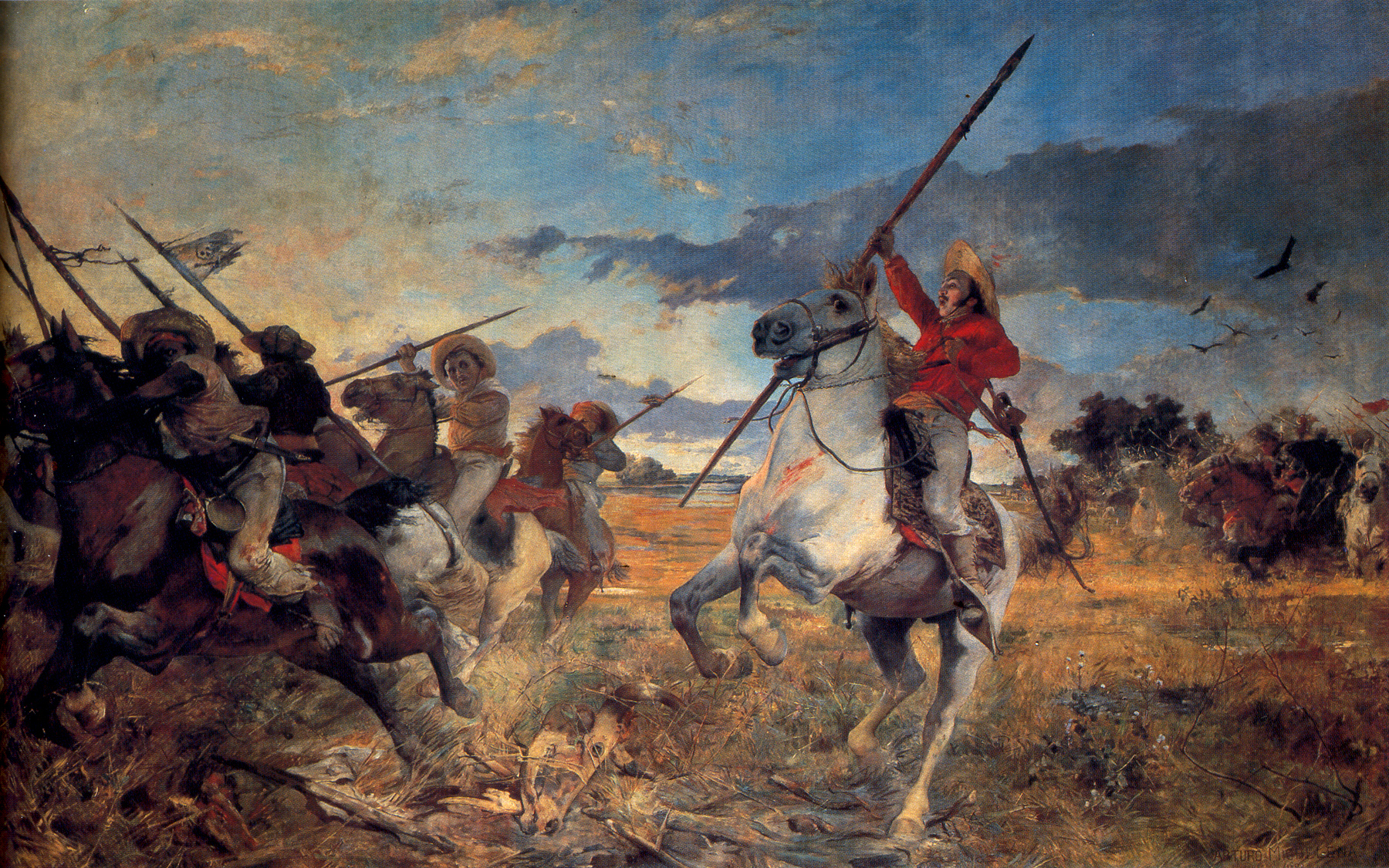
Vuelvan Caras
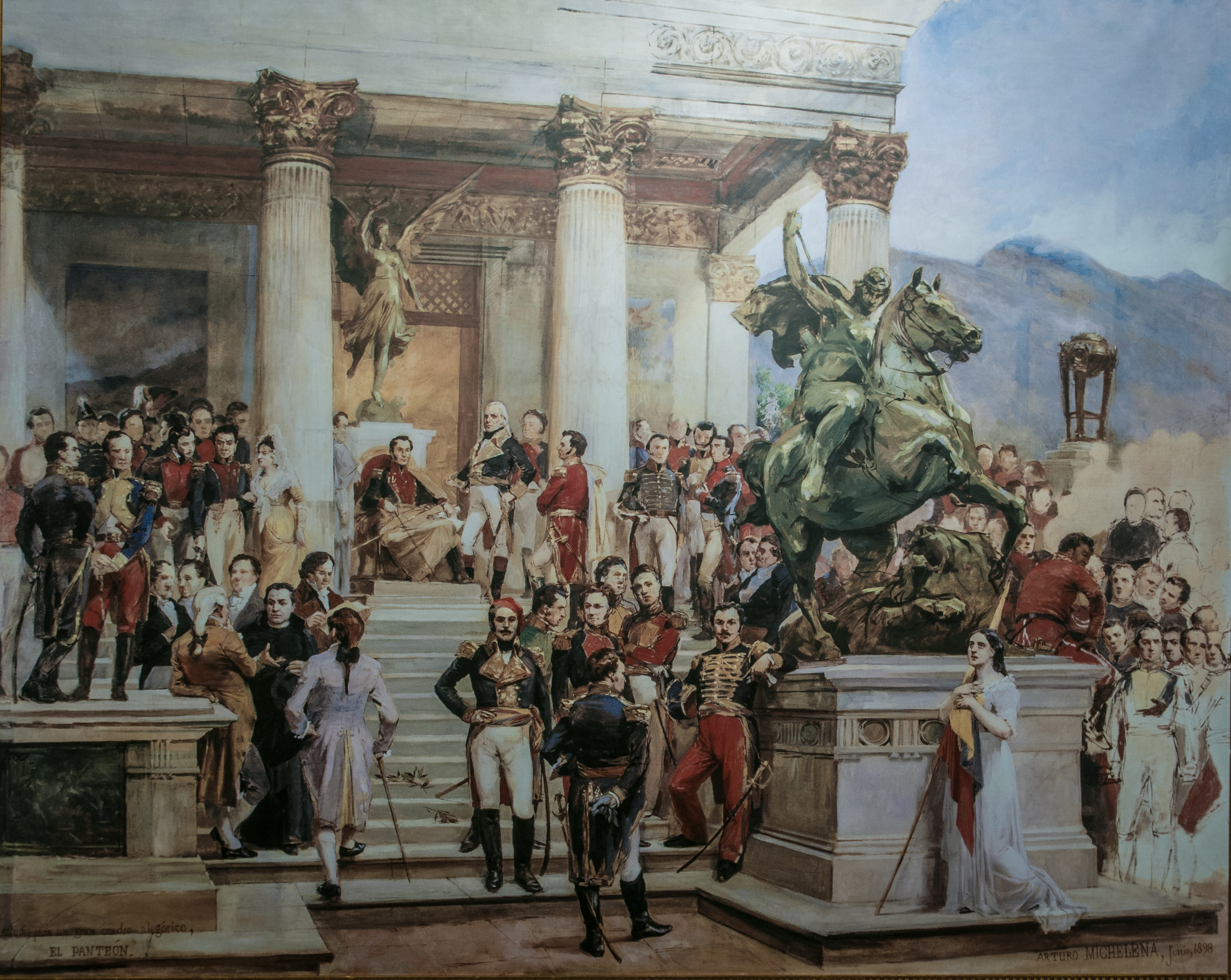
El panteón de los héroes, 1898